# Constantin D. Chiriță
Constantin D. Chiriță (n. 8 august 1902, București – d. 1993) a fost un pedolog român, profesor de silvicultură, membru titular al Academiei Române. Întemeietorul școlii românești de pedologie forestieră.
Om de știință de prestigiu în domeniul pedologiei generale. Este primul care a orientat pedologia în direcția ecologiei. A contribuit la dezvoltarea teoriei stațiunilor forestiere, în care solul este încadrat organic în complexul fizico-geografic și ecologic din care face parte. În opera sa a integrat solul și stațiunea în unitatea funcțională a ecosferei, numită ecosistem.

### Biografie
Tatăl său Dumitru Chirițescu era meseriaș la o cizmărie de lux de pe Calea Victoriei. De timpuriu, părinții Dumitru și Ana și-au îndemnat copiii spre învățătură și i-au sprijinit să urmeze o facultate. Alexe și Constantin au urmat silvicultura, Ștefan arhitectura și Veneția chimia. Alexe Chirițescu a jucat un rol important în inițierea unei vaste campanii de împăduri în Dobrogea între anii 1932-1938. 
În timpul copilăriei familia s-a mutat la Buzău și apoi la Brăila. Constantin a urmat liceul Nicolae Bălcescu din Brăila. Dintr-o greșeală administrativă, nerectificată la timp, Constantin a primit numele de Chiriță, în loc de Chirițescu. A urmat cursurile Școlii Superioare de Silvicultură din București, transformată în 1923 în Facutatea de Silvicultură a Școlii Politehnice. Încă din studenție s-a apropiat de pedologie și a publicat articole în Revista Pădurilor. A absolvit facultatea în 1927 cu calificativul “foarte bine”.

### Specialist în pedologie

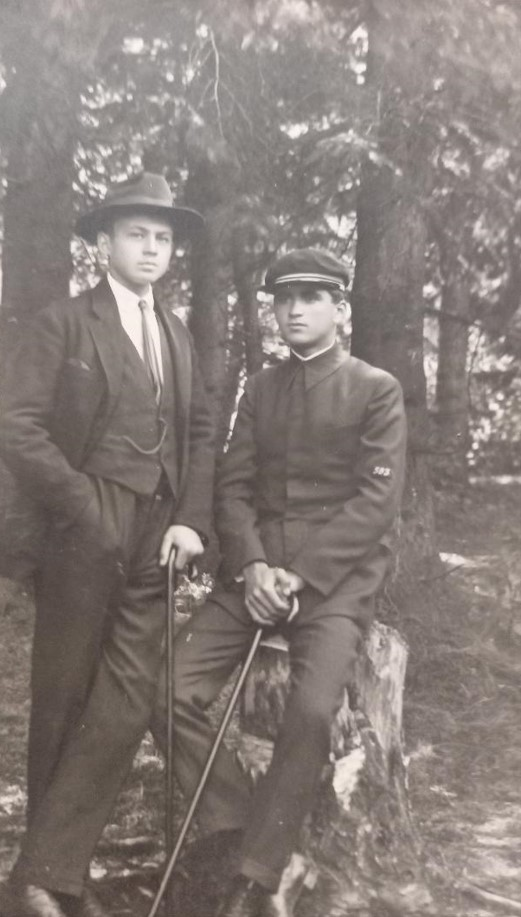
Teodor Bălănică, Constantin D Chiriță

După absolvire a activat ca inginer în Casa Pădurilor. În 1929 a obținut o bursă de studii pentru doctorat în Germania, la Giessen. După doi ani de intensă activitate științifică, în 1931 a obținut titlul de doctor în filozofie (științe), specialitatea știința solului. După examenul de doctorat, audiază prelegerile unor profesori renumiți de la universitățile din Tharand și Eberswalde, unde participă și la analize și cercetări de laborator.
În 1931 este însărcinat de Marin Drăcea, directorul Casei Autonome a Pădurilor Statului să înființeze primul laborator de știința solurilor forestiere din România. La înființarea Institutului de Cercetări și Experimentație Forestieră, în 1933, și apoi a Secției de pedologie forestieră, lui Costantin Chiriță i s-a încredințat primul laborator de soluri forestiere, pe care l-a condus până în 1959. Prin cercetările inițiate de Constantin Chiriță au fost formați cercetători în știința solului, și s-au pus bazele școlii românești de pedologie forestieră, care a dobândit recunoaștere internațională.
A publicat împreună cu Teodor Bălănică lucrări referitoare la împădurirea nisipurilor de la Hanu-Conachi și cele din sud-vestul Olteniei, importanța subarboretelor, cultura stejarului pedunculat în Câmpia Română și cultura castanului comestibil la Polovraci și Tismana. 

### Activitatea didactică

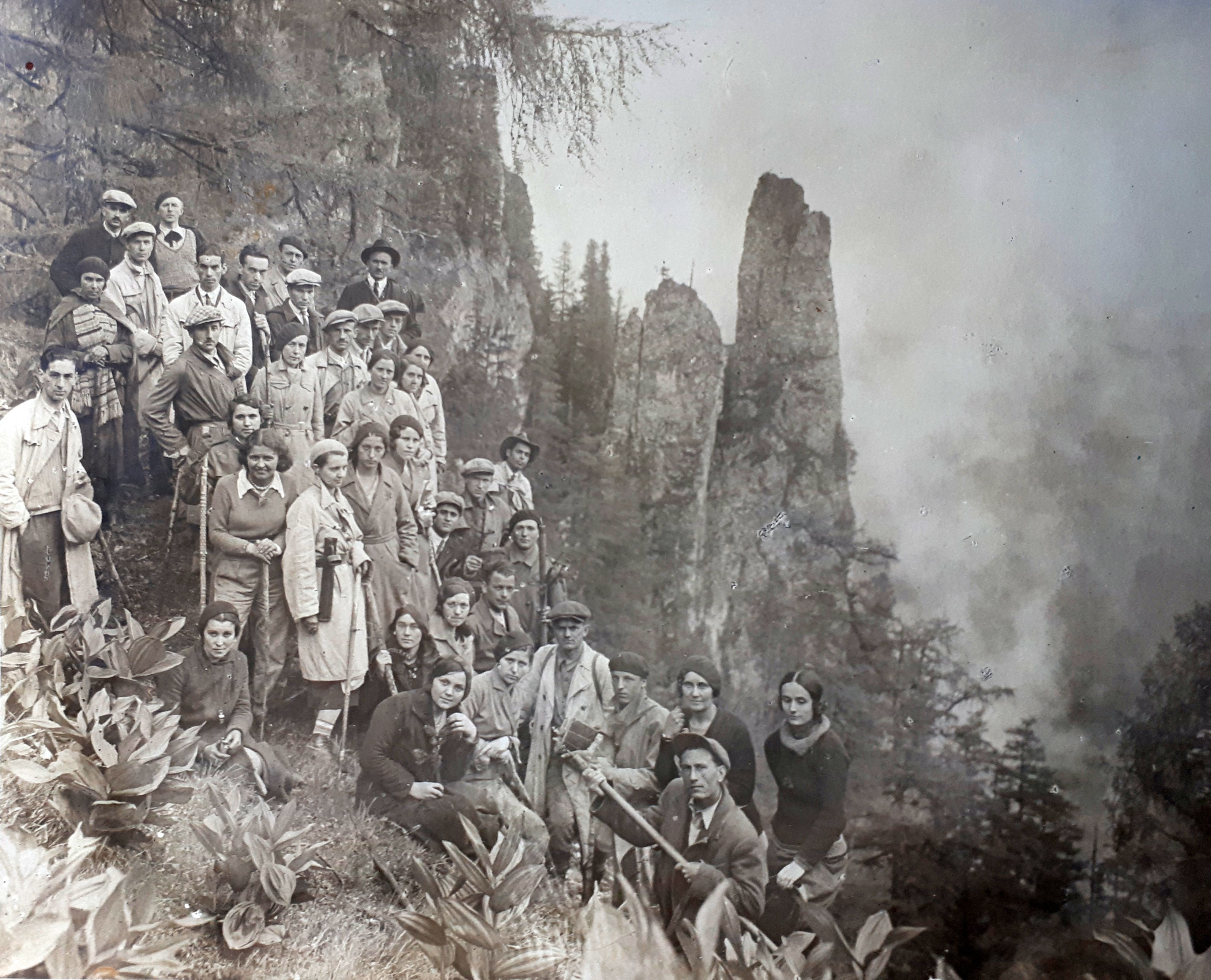
Excursie cu studenți pe Ceahlǎu - Constantin D. Chiriță, Friedrich Haner, Teodor Balanica, Constantin Motaș, Marin Rǎdulescu

Între 1927-1929 este conferențiar la Școlile de brigadieri și conductori silvici de la Brănești.
În 1931 este numit la început ca asistent la cursul de Soluri forestiere al profesorului Emanoil Protopopescu Pache. In 1933 este numit conferențiar la Facultatea de Silvicultură, iar în 1943 devine profesor universitar. În 1944 este forțat să renunțe la cariera universitară.

### Activitatea științifică
În cele peste 150 de lucrări științifice, Constantin D Chiriță a tratat probleme din domeniul pedologiei forestiere și ecopedologiei – concept introdus de el în știința națională și mondială în lucrarea Introducere în știința solului a conceptului și termenului de ecopedologie (1971), căruia i-a dedicat monografia Ecopedologie cu baze de pedologie generală (1974).
Constantin D Chiriță a creat cel dintâi sistem genetic de clasificare a solurilor din România. A semnalat și caracterizat pentru prima dată tipurile de sol brun acid, de a fi studiat chimia transformării mineralelor argiloase în sol (Un procedeu simplu pentru studiul comparativ al capacității solurilor, 1933; Elemente de știința solului, 1941; Clasificarea ecologică a solurilor, 1972).

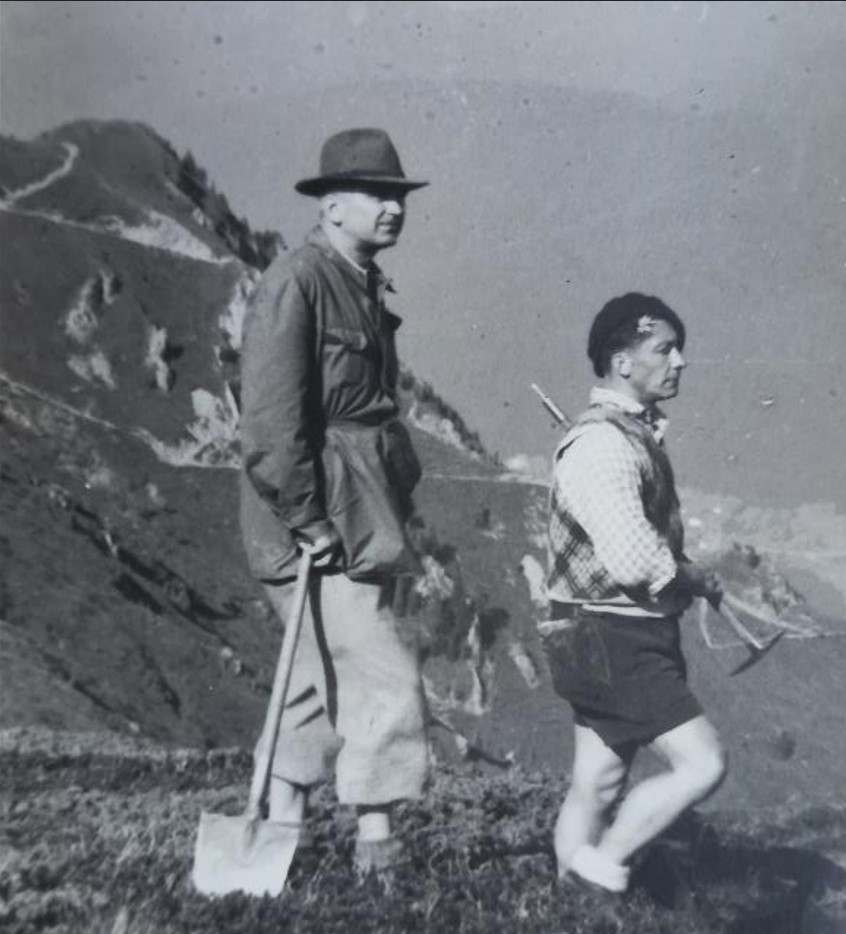
Constantin D. Chiriță și Alexandru Beldie pe munte

S-a preocupat de studiul consistenței solurilor și de construirea de aparate pentru măsurarea însușirii de rezistență la penetrare. În studiul texturii solurilor, a elaborat, împreună cu ing. M. Burt, un triunghi al texturii în concepție originală. A avut însemnate preocupări în legătură cu apa din sol, întocmind studii asupra regimului de umiditate în soluri forestiere din Câmpia Română, extinse apoi asupra stejăretelor cu fenomene de uscare intensă (Contribuții la sistemul regimurilor de apă din solurile R.P.R.). S-a preocupat pentru prima dată de studiul chimic și fizico-chimic a solurilor forestiere, de caracteristica lor genetică și ecologică, având însemnate contribuții asupra substanțelor amorfe din solurile din regiuni umede. Prin numeroase lucrări și îndrumări de proiectare și proiecție forestieră, a reușit să definească o știință a stațiunii din România și să creeze o școală stațională românească, recunoscută pe plan mondial (Fundamentele naturalistice și metodologice ale tipologiei și cartării staționale, 1964). 
În 1941 publică împreună cu profesorul Emanoil Protopopescu-Pache lucrarea Elemente de știința solului.
Împreună cu profesorul David Davidescu, organizează în 1964 al VIII-lea Congres Internațional de Știința Solului, cu participarea a 1283 de delegați din 63 de țări.
A organizat în 1969, la Azuga, Conferința Națională cu participare internațională privind solurile din zona montană.
În 1949 și 1959 este arestat din motive politice și este eliberat după un an, fără o sentință judecatorească. Își pierde postul de șef al Laboratorului de Știința Solului
Activează în cadrul colectivului de pedologie al Academiei Române. Între 1968-1970 este director al Centrului de Pedologie și Ecologie Agricolă  și Forestieră al Academiei Române și director al  Institutului de Studii și Cercetări Pedologice al Academiei de Științe Agricole și Silvice.

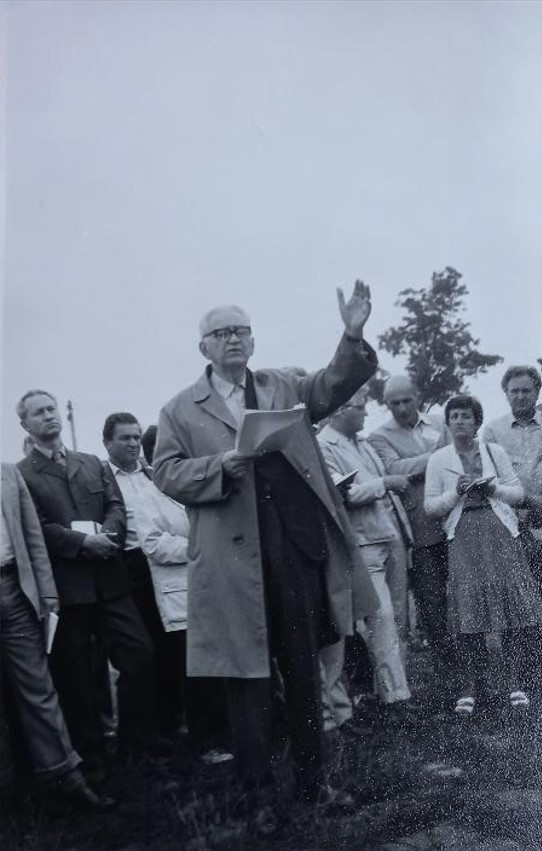
La a 12-a conferința națională de știința solului, în 1985, Constantin D Chiriță pledează pentru importanța cercetării în domeniu

### Contribuții
Constantin D. Chiriță este întemeietorul școlii naționale de știința stațiunilor forestiere și un promotor al gândirii ecosistemice despre sol, stațiune și pădure. A definit și a recomandat metodologii de cercetare a solului, stațiunilor și ecosistemelor, prin inițierea largă a silvicultorilor și agronomilor în studii de catedră. 
Rezultatele cercetărilor lui Constantin D. Chiriță se regăsesc în numeroase lucrări:
- Importanța ecologică a subarboretului ca ameliorator de sol în pădurile din Câmpia Română (1932)
- Problema solului în silvicultura română (1933)
- Ameliorarea condițiilor staționale ale culturilor forestiere prin lucrări de mobilizare superficială a solurilor (1935)
- Cercetări asupra umidității solurilor forestiere în regiunile de câmpie (1939)
- Cercetări asupra nisipurilor din sudul Olteniei (1939)
- Geneza solurilor de stepă (1941)
- Condiții și procese de pedogeneză în Munții Bucegi (1969)
- Silvicultura pe baze ecologice (în colaborare cu Ioan Vlad, Nicolae Doniță)

Opera sa cuprinde 20 de monografii și tratate de pedologie, care au adus știința solului românească la nivelul celor mondiale:
- Contribuții la problema regenerării naturale a gorunului în România, Constantin D Chiriță și Popescu Șt. Mircea, Institutul de Arte Grafice “Marvan”, 1933
- Formarea solului: Tipuri genetice de soluri, Constantin Chiriță, Emanoil Protopopescu Pache, Editura Societății Progresul silvic, București, 1941
- Pedologie generală si forestiera: elemente pentru cunoasterea si cercetarea solului pe teren, Editura de Stat pentru Literatură Știntifică, 1953
- Pedologie generală, 1955
- Fundamente naturaliste și metodologice ale tipologiei și cartării staționale forestiere, 1964
- Solul, pământ rodnic, Editura Științifică, 1966
- Solurile României : cu un determinator în culori, Constantin D Chirita, Constantin Păunescu, Dumitru Teaci, Editura Agro-Silvică de Stat, 1967
- Solurile Munților Bucegi : lucrările conferinței naționale de pedologie, Azuga, septembrie 1969, Constantin D Chiriță, Camelia Rapaport, Angela Popovăț, Editura Academiei Republicii Socialiste România, 1971
- Ecopedologie: cu baze de pedologie generală, Constantin D. Chiriță – autor, colaboratori Papacostea Petre, Andrei Silivan, Hondru N., Editura Ceres, 1974
- Stațiuni forestiere, 1977
- Pădurile României, volumul 1, 1981 - redactor responsabil și coordonator

Constantin D Chiriță este autorul principal al unei lucrări privind solurile formate din loess, realizată în colaborare de către institutele de știința solului din Republica Socialistă România și Republica Federală Germană (Giessen).
A fost printre inițiatorii publicării revistei Viața Forestieră.
Împreună cu profesorul Vintilă Stinghe a contribuit, ca autor și coordonator, la publicarea unui volum despre profesorul Marin Drăcea .

### Recunoaștere
Constantin D Chiriță a fost membru în următoarele societăți:
- Societatea Româna pentru Știința Solului
- Societatea „Progresul silvic”. Membru de onoare din 1992..
- Asociația Inginerilor și Tehnicienilor
- Societatea Internațională de Știința Solului

In 1969 devine membru al Academiei de Științe Agricole și Silvice la Secția de pedologie.
În 1955, după publicarea tratatului de Pedologie generală, primește Premiul de stat Clasa I și devine membru corespondent al Academiei Române. Membru titular al Academiei Române din 1990.